# Apsiphortica holubi
Apsiphortica holubi är en tvåvingeart som beskrevs av Maca 2003. Apsiphortica holubi ingår i släktet Apsiphortica och familjen daggflugor.
Artens utbredningsområde är Zimbabwe. Inga underarter finns listade i Catalogue of Life.